# Blanka Stajkow
Blanka Stajkow (ur. 23 maja 1999 w Szczecinie) – polsko-bułgarska piosenkarka i fotomodelka.  
Reprezentantka Polski w 67. Konkursie Piosenki Eurowizji w Liverpoolu (2023).

## Życiorys
Jest córką polskiej byłej modelki i bułgarskiego przedsiębiorcy. Ma trzech braci, dwóch starszych i jednego młodszego. Większość życia mieszkała w Polsce (wychowywała się w Mierzynie), na terenie Bułgarii mieszkała przez około rok (w Sofii). W młodości trenowała disco dance oraz uczyła się w szkole muzycznej. W maju 2010 zdobyła rozgłos w lokalnych mediach, wykupując billboard w Gumieńcach, na którym zamieściła życzenia urodzinowe dla swojej mamy.
Kiedy miała 13 lat, napisała swoją pierwszą piosenkę – „Strong Enough”. Jako nastolatka nagrała jeszcze dwie piosenki: „Finally” i „I Feel It”. Podczas czteroletniego pobytu w Stanach Zjednoczonych występowała na sesjach „Open Mic” w restauracjach i pubach w Los Angeles i Nowym Jorku, a także m.in. w klubie The Bitter End. W 2021 wzięła udział w eliminacjach do 10. edycji programu rozrywkowego TVN Top Model i wydała debiutancki singiel, „Better”.

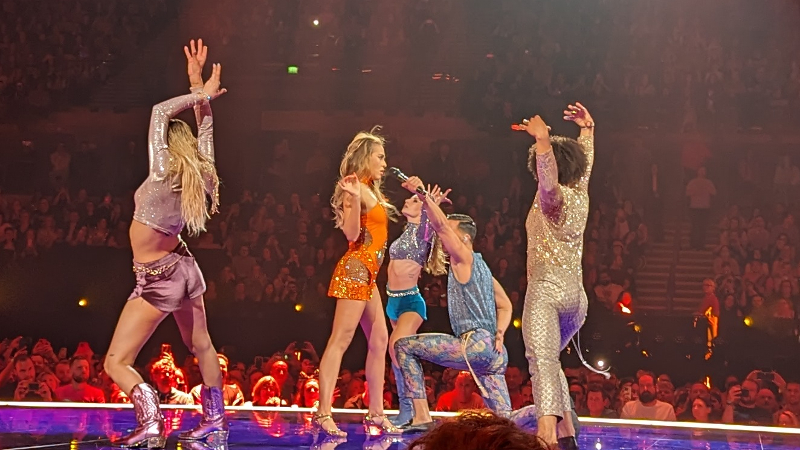
Blanka podczas występu w 67. Konkursie Piosenki Eurowizji w Liverpoolu

Latem 2022 podpisała kontrakt z wytwórnią muzyczną Warner Music Poland i wystąpiła w teledysku do utworu Smolastego „Pijemy za lepszy czas”. Jesienią tego samego roku wydała teledysk do piosenki „Solo”, z którą dotarła do czwartego miejsca na liście przebojów AirPlay – Top. 26 lutego z utworem „Solo” zwyciężyła w finale programu Tu bije serce Europy! Wybieramy hit na Eurowizję!, dzięki czemu została reprezentantką Polski w 67. Konkursie Piosenki Eurowizji w Liverpoolu. Jej zwycięstwo w programie i towarzyszące temu kontrowersje były szeroko komentowane w ogólnopolskich i zagranicznych mediach. 13 maja zajęła 19. miejsce w finale Eurowizji 2023 po zdobyciu 93 punktów, w tym 81 pkt od telewidzów (8. miejsce) i 12 pkt od jurorów (24. miejsce). Jeszcze w 2023 wydała single: „Boys Like Toys” i „Rodeo”. W 2024 zagrała w teledysku do utworu „Un ragazzo una ragazza” włoskiego zespołu The Kolors, wystąpiła z utworem „Solo” w koncercie Diamentowym podczas Polsat Hit Festiwalu 2024 w Sopocie i wydała single: „Cara mia”, „If U Want Me” i „Asereje (Airplane Mode)”. Wiosną 2025 dotarła do ćwierćfinału 16. edycji programu rozrywkowego Dancing with the Stars. Taniec z gwiazdami. W sierpniu tego samego roku została ogłoszona trenerką w dziewiątej edycji programu rozrywkowego The Voice Kids w TVP2.

## Życie prywatne
W 2022 była w związku z piosenkarzem Smolastym.

## Inspiracje muzyczne
Wśród swoich inspiracji muzycznych wymienia George’a Michaela, Madonnę, Michaela Jacksona, zespół INXS, Billy’ego Idola, Miley Cyrus i The Weeknda.

## Dyskografia

### Single
| Rok | Tytuł                         | Najwyższe pozycje na listach | Najwyższe pozycje na listach | Najwyższe pozycje na listach | Najwyższe pozycje na listach | Najwyższe pozycje na listach | Najwyższe pozycje na listach | Najwyższe pozycje na listach | Najwyższe pozycje na listach | Najwyższe pozycje na listach | Najwyższe pozycje na listach | Najwyższe pozycje na listach | Najwyższe pozycje na listach | Najwyższe pozycje na listach | Najwyższe pozycje na listach | Najwyższe pozycje na listach | Certyfikat                 | Sprzedaż        | Album |
| Rok | Tytuł                         | POL                          | POL                          | POL                          | POL                          | CZE                          | EST                          | FIN                          | GRE                          | IRL                          | LTU                          | LTU                          | LAT                          | SWE                          | UKR                          | UK                           | Certyfikat                 | Sprzedaż        | Album |
| Rok | Tytuł                         | AirPlay                      | Streaming                    | AirPlay Nowości              | AirPlay TV                   | AirPlay                      | AirPlay                      | FIN                          | GRE                          | IRL                          | AirPlay                      | Streaming                    | AirPlay                      | SWE                          | AirPlay                      | UK                           | Certyfikat                 | Sprzedaż        | Album |
| --- | ----------------------------- | ---------------------------- | ---------------------------- | ---------------------------- | ---------------------------- | ---------------------------- | ---------------------------- | ---------------------------- | ---------------------------- | ---------------------------- | ---------------------------- | ---------------------------- | ---------------------------- | ---------------------------- | ---------------------------- | ---------------------------- | -------------------------- | --------------- | ----- |
| 2021 | „Better”                      | –                            | X                            | –                            | –                            | –                            | –                            | –                            | –                            | –                            | –                            | –                            | –                            | –                            | –                            | –                            |                            |                 | –     |
| 2022 | „Solo”                        | 4                            | 1                            | 3                            | 3                            | 12                           | –                            | 23                           | 24                           | 85                           | 10                           | 1                            | 32                           | 103                          | 166                          | 56                           | - ZPAV:2x diamentowa płyta | - POL: 500 000+ | –     |
| 2023 | „Boys Like Toys”              | 19                           | 45                           | X                            | X                            | –                            | –                            | –                            | –                            | –                            | –                            | –                            | –                            | –                            | –                            | –                            | - ZPAV: złota płyta        | - POL: 25 000+  | –     |
| 2023 | „Rodeo”                       | 4                            | –                            | X                            | X                            | 2                            | –                            | –                            | –                            | –                            | 93                           | –                            | –                            | –                            | –                            | –                            | - ZPAV: platynowa płyta    | - POL: 50 000+  | –     |
| 2024 | „Cara mia”                    | 11                           | –                            | X                            | X                            | –                            | –                            | –                            | –                            | –                            | 21                           | –                            | –                            | –                            | –                            | –                            |                            |                 | –     |
| 2024 | „If U Want Me”                | 15                           | –                            | X                            | X                            | –                            | –                            | –                            | –                            | –                            | 178                          | –                            | –                            | –                            | –                            | –                            |                            |                 | –     |
| 2024 | „Asereje (Airplane Mode)”     | –                            | –                            | X                            | X                            | –                            | 94                           | –                            | –                            | –                            | –                            | –                            | 13                           | –                            | –                            | –                            |                            |                 | –     |
| 2025 | „Key to My Heart”             | –                            | –                            | X                            | X                            | –                            | –                            | –                            | –                            | –                            | –                            | –                            | –                            | –                            | –                            | –                            |                            |                 | –     |
| 2025 | „Guilty”                      | 21                           | –                            | X                            | X                            | –                            | –                            | –                            | –                            | –                            | 152                          | –                            | –                            | –                            | 14                           | –                            |                            |                 | –     |
| 2025 | „Wracam” (oraz Malik Montana) | –                            | 23                           | X                            | X                            | –                            | –                            | –                            | –                            | –                            | –                            | –                            | –                            | –                            | –                            | –                            |                            |                 | –     |
| „–” oznacza, że singel nie był notowany na danej liście. „X” oznacza, że lista przebojów nie istniała w danym okresie. |                               |                              |                              |                              |                              |                              |                              |                              |                              |                              |                              |                              |                              |                              |                              |                              |                            |                 |       |

### Singiel promocyjny
| Rok  | Tytuł                             | Album |
| ---- | --------------------------------- | ----- |
| 2022 | „All I Want for Christmas Is You” | –     |

### Teledyski
| Rok                  | Tytuł                     | Reżyseria                    | Źr.                  |
| Jako główna artystka | Jako główna artystka      | Jako główna artystka         | Jako główna artystka |
| -------------------- | ------------------------- | ---------------------------- | -------------------- |
| 2021                 | „Better”                  | Crackhouse Cartel            | [ 51 ]               |
| 2022                 | „Solo”                    | Blanka Stajkow i Magic Mars  | [ 52 ]               |
| 2023                 | „Boys Like Toys”          | Adam Romanowski              | [ 53 ]               |
| 2023                 | „Rodeo”                   | Blanka Stajkow i Magic Mars  | [ 54 ]               |
| 2024                 | „Cara mia”                | Magic Mars                   | [ 55 ]               |
| 2024                 | „If U Want Me”            | Przemysław Gomuła            | [ 56 ]               |
| 2024                 | „Asereje (Airplane Mode)” | Piotr Zajączkowski           | [ 57 ]               |
| 2025                 | „Key to My Heart”         | Borys Bernacki               | [ 58 ]               |
| 2025                 | „Guilty”                  | Jeremi Thi Lam               | [ 59 ]               |
| 2025                 | „Wracam”                  | Jeremi Thi Lam i BlackKanvas | [ 60 ]               |
| Inne                 |                           |                              |                      |
| 2024                 | „Un ragazzo una ragazza”  | YouNuts!                     | [ 61 ]               |

## Trasy koncertowe
- Blanka Summer Tour (Polska, 13 lipca 2024 – 25 sierpnia 2024)[62][63][64]

## Nagrody i nominacje
| Rok  | Nagroda/Plebiscyt    | Kategoria                       | Rezultat  | Źródło |
| ---- | -------------------- | ------------------------------- | --------- | ------ |
| 2023 | Jupitery Roku        | Wydarzenie nie z tej ziemi      | Nominacja | [ 65 ] |
| 2024 | TikTok Awards Polska | Artysta roku                    | Nominacja | [ 66 ] |
| 2025 | #Hasztagi Roku       | Osoba publiczna aktywna w Sieci | Wygrana   | [ 67 ] |